# 及川ひとみ
及川 ひとみ（おいかわ ひとみ、1958年11月10日 - ）は、日本の女性声優、音響監督。株式会社アズリードカンパニー取締役。
旧芸名は乃川ひとみ。

## 経歴
東京都板橋区に生まれ、埼玉県戸田市で育つ。
幼い頃から物を書いたり演じたりといった遊びが好きであり、当初は漫画を描いていたが、絵の方面には限界を感じて、小説を書くようになったが、文章にも限界を感じて断念。その後は「なにか楽しいことはできないかな」と考えていた思いついたボイスドラマで元になる物語を作り、友人と何人かで演じてテープレコーダーで録音して担任の教師に聞いてもらったりしていた。中学3年生の時に雑誌で「声優になるにはどうしたらいいですか？」を読み、初めて「声優ってなんだろう」と思い、声優を知った。
中学時代は卓球部の練習に熱中。淑徳与野高等学校卒業後、電話交換手養成学校を経て、日立化成商事に電話交換手として就職した。かねてからの夢だった声優を目指し、蓄えを得た1年後に勤務の傍ら東京アナウンスアカデミー声優コースに入学して半年間勉強。さらにTTC黒沢良アテレコ教室で1年間学んだが、声優になれずに電話交換手として5年目で雑誌投書欄で声優志望者の勉強会に参加し、ボイスアーツの創立メンバーの1人になる。ボイスアーツでの活動が認められて、オーディションの機会をもらうようになり、1982年に『ときめきトゥナイト』でアニメ声優デビュー、1983年に『イタダキマン』（三蔵法子役）で初レギュラー。1984年には『牧場の少女カトリ』と『くりいむレモン』で主役を演じた。
その後は1984年6月設立のアーツビジョンに所属し、1988年には声優の堀川りょうと結婚した。
2002年に長く在籍したアーツビジョンを離れ、フリーに。その後、夫の堀川りょうが代表取締役を務めるアズリードカンパニーに所属した。
2019年時点でのTwitterでは、声優よりも音響業務の方を主流として担当していることを記載していた。
また2017年の記事では、新人声優【トライコード】の原作脚本も担当するなど裏方の業務が主体となっている模様。
2019年現在、アズリードカンパニーの所属者欄から名前が削除されており、声優業からは事実上第一線を退いている様子。

## 人物
趣味は献血、ギター。

## 出演
太字はメインキャラクター。

### テレビアニメ
1982年
- ときめきトゥナイト（少年、少女）
- さすがの猿飛（女生徒）

1983年
- イタダキマン（三蔵法子）
- 機甲創世記モスピーダ（妹リリィ）
- 超時空世紀オーガス（エレーネ）
- プラレス3四郎（1983年 - 1984年、女の子、社員、受付嬢、ウェイトレス、受付、機内アナウンス）
- みゆき（みゆきの同級生）
- パソコントラベル探偵団
- ふしぎの国のアリス(アリスのハリネズミ)

1984年
- ビデオ戦士レザリオン（ユリコ）
- 牧場の少女カトリ（カトリ・ウコンネミ）
- 名探偵ホームズ（ピュリー）
- 森のトントたち（カーリナ）
- らんぽう（むつみ）

1985年
- 六三四の剣（小宮もなみ）

1986年
- ハートカクテル（少女、OL）

1987年
- マンガ日本経済入門（山本京子）

1988年
- シティーハンター2（ちひろ）

1994年
- あそぼトイちゃん（ママ）

1996年
- 地獄先生ぬ〜べ〜（篠崎愛）

2004年
- 下級生2〜瞳の中の少女たち〜（沢村香月）

### OVA
- くりいむレモン 亜美シリーズ（1984年）
- くりいむレモンPART2 エスカレーション 今夜はハードコア（1984年）
- いけないマコちゃん MAKOセクシーシンフォニー（1985年）
- 新くりいむレモン e・tudeシリーズ（1987年）
- 同級生 夏の終わりに（1994年、仁科くるみ）
- 聖少女戦隊レイカーズEX（1996年、氷川弥生 / ソウルレイカー）
- Pia♥キャロットへようこそ!! 2DX（1999年、日野森美奈）
- With You 〜みつめていたい〜（2000年、鳴瀬真奈美）

### 劇場アニメ
- 旅立ち―亜美・終章―（1986年）

### ゲーム
- ヴェインドリーム（1993年、メルウィン）※FM TOWNS版
- 地獄先生ぬ〜べ〜（1997年、篠崎愛）
- TILK 〜青い海から来た少女〜（1997年、マナ、大神官）
- Pia♥キャロットへようこそ!!2.5（2001年、日野森美奈）
- CROSS†CHANNEL（2004年 - 2014年、宮澄見里） - 3作品
  - CROSS†CHANNEL 〜To all people〜（2004年）
  - CROSS†CHANNEL 〜In memory of all people〜（2011年）
  - CROSS†CHANNEL 〜For all people〜（2014年）
- 永遠のアセリア -この大地の果てで-（2005年、倉橋時深、ヒミカ・レッドスピリット）
- 神曲奏界ポリフォニカ Memories White（2007年、リシュリーティンク・ロザ・アメティスタス）
- プリンセスメーカー（2015年、王妃ダリア[14]）

### ドラマCD
- 下級生2 ドラマCD(3)（2004年、沢村香月）
- 下級生2〜季花詞集(Anthology)〜 テーマソング&ドラマCD（2006年、沢村香月）
- planetarian 〜ちいさなほしのゆめ〜 ドラマCD 第三章 星の人（2007年、エズラ）
- ホントにあったHな体験教えます CD付特装版（2010年、雨宮ゆず季）
- メンズゴールド 付録ドラマCD（2011年）

### 吹き替え

#### 映画
- ザ・カンニング[IQ=0]（パトリシア）
- 死の接吻（コリーナ、看護婦）
- 神拳 ヤング・ボディガード（真珠姉妹・妹）
- マジック・ボーイ
- 猛獣大脱走

#### アニメ
- スヌーピーとチャーリーブラウン（サリー・ブラウン）
- マイティ・オーボッツ（ブー）

### ラジオ
ネットラジオは※を表記。
- 古舘伊知郎・赤坂野郎90分!（1984年）
- アニメファンタジー 今夜はそっとくりいむレモン（1985年11月 - 1986年3月、文化放送）
- サンデーアニメジョッキー（1986年4月 - 7月、文化放送）
- こんばんは由梨香です あなたとそっとくりいむレモン（1987年5月 - 10月、TBSラジオ）
- あなたにそっとくりいむレモン（2001年、キャラアニラジオステーション※）

## ディスコグラフィ

### キャラクターソング
| 発売日         | 商品名                                           | 歌                     | 楽曲          | 備考                                              |
| -------------- | ------------------------------------------------ | ---------------------- | ------------- | ------------------------------------------------- |
| 2004年11月26日 | 下級生2〜瞳の中の少女たち〜 ソング・コレクション | 沢村香月（及川ひとみ） | 「Lucky Day」 | テレビアニメ『下級生2〜瞳の中の少女たち〜』関連曲 |

#### 収録CD不明
- 愛よファラウェイ（『超獣機神ダンクーガ』主題歌 藤原理恵の曲をカバー）
- おくびょうなプリンセス
- 去りゆく日々
- キャンドルを消さないで
- 旅立ち
- 愛のスパークリングワイン
- 優しくて哀しくて
- MY・バージン・ハート
- 恋はタイトロープ
- そのままじっと
- いろめいてイルミネーション
- 亜美のGuilty Night!
- My Love そして…
- ひ・み・つ放課後 Pee-Ka-Boo
- あなたへ…

## 音響監督

### アニメ
- 雨色ココア※2期・3期

### デジタルコミック
- 雨色ココア
- マジカル・ドリーマーズ
- 失恋ショコラティエ

### ドラマCD
- ウィル・ア・ウィスプ
- 紫電改のマキ
- 聖闘士星矢　セインティア翔
- TECH GIAN付録ドラマ各種
- のぶながっ!
- 満開ダーリン
- 緋色の欠片〜桜色の蛍〜
- プティフール 黄金のクロケット

### ゲーム
- シューティングガール
- 風雨雷記
- プリンセスメーカー